# Gaultheria acuminata
Gaultheria acuminata là một loài thực vật có hoa trong họ Thạch nam. Loài này được Schltdl. & Cham. mô tả khoa học đầu tiên năm 1830.